# Samarkand Challenger 1996
Il Samarkand Challenger 1996 è stato un torneo di tennis facente parte della categoria ATP Challenger Series nell'ambito dell'ATP Challenger Series 1996. Il torneo si è giocato a Samarcanda in Uzbekistan dal 26 al 31 agosto 1996 su campi in terra rossa.

## Vincitori

### Singolare
Juan Antonio Marín ha battuto in finale  Sander Groen con il punteggio di 6–2, 6–4

### Doppio
Jose Frontera /  Oleg Ogorodov hanno battuto in finale  Martin Hromec /  Rogier Wassen con il punteggio di 6–3, 6–4